# 熱いトタン屋根の猫
『熱いトタン屋根の猫』（あついトタンやねのねこ、Cat on a Hot Tin Roof）は、テネシー・ウィリアムズによる戯曲。『やけたトタン屋根の上の猫』などの日本語訳もある。物語は、満たされない結婚に苦しむ南部女性の話。
ニューヨークにおいて1955年に初演された。演出はエリア・カザン。同じ年、同作品はピューリッツァー賞を受賞した。

## あらすじ
米国南部の大富豪の農園主はがんで余命いくばくもないが、本人はそのことを知らない。同性愛の恋人を失った次男、ブリックは酒びたりの日々を送っており、妻のマギーは愛を取り戻そうと必死になっている。長男、グーパーとその妻メイは父が間もなく死ぬことを見越して財産を狙っており、農園主の誕生日に集まってくる。

## 日本語訳書
- 『やけたトタン屋根の上の猫』田島博訳、新潮社、1957年、新潮文庫、1959年
- 『やけたトタン屋根の猫』小田島雄志訳、新潮文庫、1999年

## 映画
エリザベス・テイラー、ポール・ニューマン、バール・アイヴス、ジャック・カーソン、ジュディス・アンダーソンおよびマドレーン・シャーウッドの出演により1958年に映画化された。監督はリチャード・ブルックス。

## テレビ映画
ローレンス・オリヴィエ、ナタリー・ウッド、ロバート・ワグナー、モーリン・ステイプルトンの出演で1976年にテレビ映画として制作された。監督はロバート・ムーア。
別のテレビ・バージョンはジェシカ・ラング、トミー・リー・ジョーンズ、リップ・トーン、キム・スタンリー、デヴィッド・デュークス、ペニー・フラーが出演、1985年に制作された。監督はジャック・ホフシス。